# Kafr Libs
Kafr Libs – miejscowość w Egipcie, w muhafazie Al-Minja, w dystrykcie Abu Kurkas. W 2006 roku liczyła 7632 mieszkańców.